# Traulia aurora
Traulia aurora är en insektsart som beskrevs av Willemse, C. 1921. Traulia aurora ingår i släktet Traulia och familjen gräshoppor. Inga underarter finns listade i Catalogue of Life.